# Птицемлечник зонтичный
Птицемлечник зонтичный (лат. Ornithogalum umbellatum) — вид травянистых растений рода Птицемлечник (Ornithogalum) семейства Спаржевые (Asparagaceae), произрастающий в лесах и на лесных лугах Европы.

## Ботаническое описание
Многолетнее травянистое растение. Луковица некрупная, яйцевидная, нередко с мелкими луковичками. Листья линейные, 4—8 мм шириной, желобчатые, с нижней иногда с белой полоской, обычно превышают стебель.
Соцветие многоцветковое, нижние цветоносы длинные, при плодах почти горизонтально отклонённые, значительно превышают узколистные прицветники. Листочки околоцветника линейно-продолговатые, тупые, наружные слегка заострённые, снизу с широкой зелёной каймой посередине. Тычинки вдвое короче листочков околоцветника. Коробочка продолговато-яйцевидная с шестью ребрами равномерно отстоящими, наверху с небольшим углублением благодаря выступающим утолщениям. Цветение в июне.